# یخ‌رفت

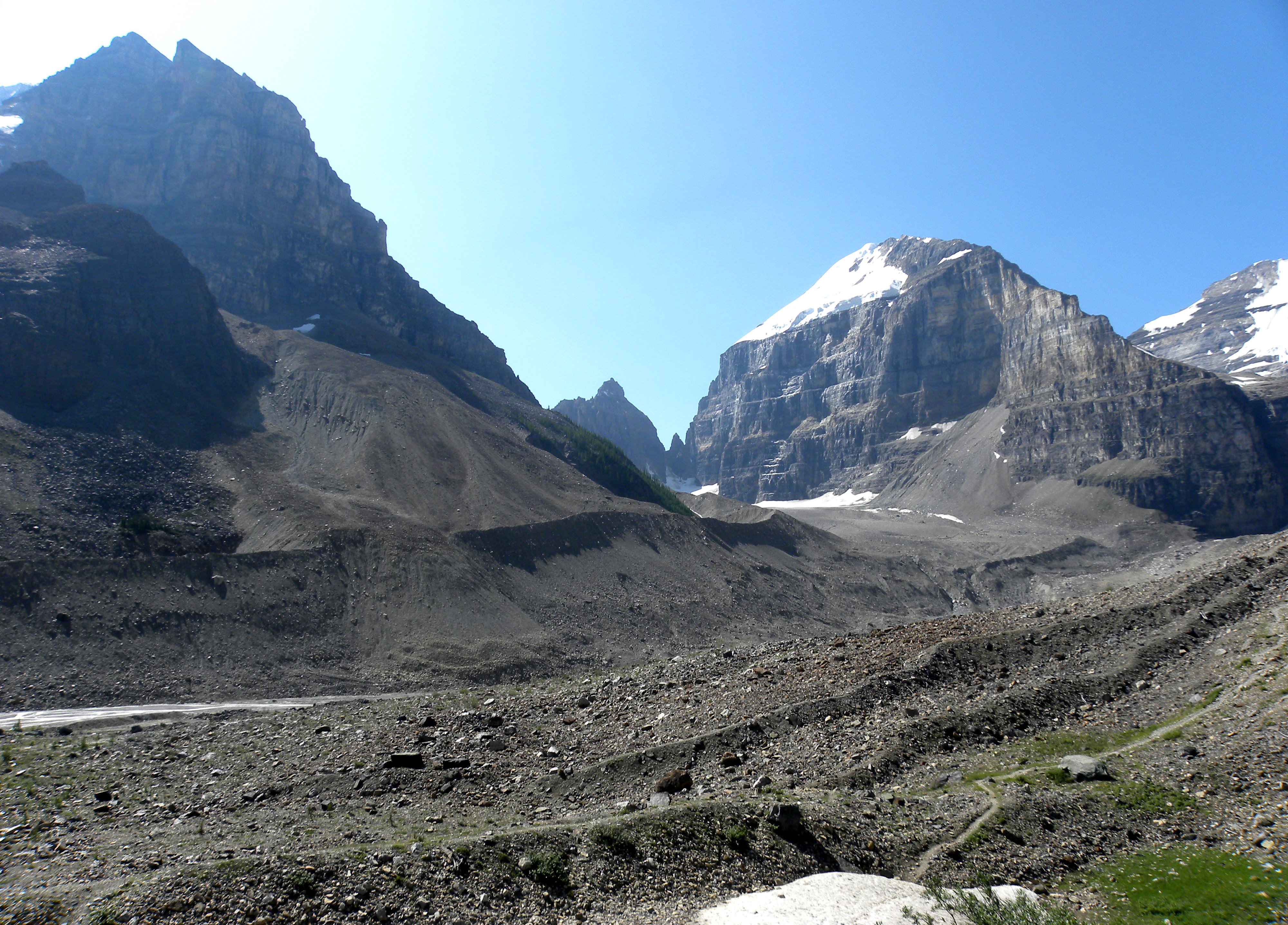
یخرفت‌های انتهایی بر روی دریاچه لوئیس، آلبرتا، کانادا

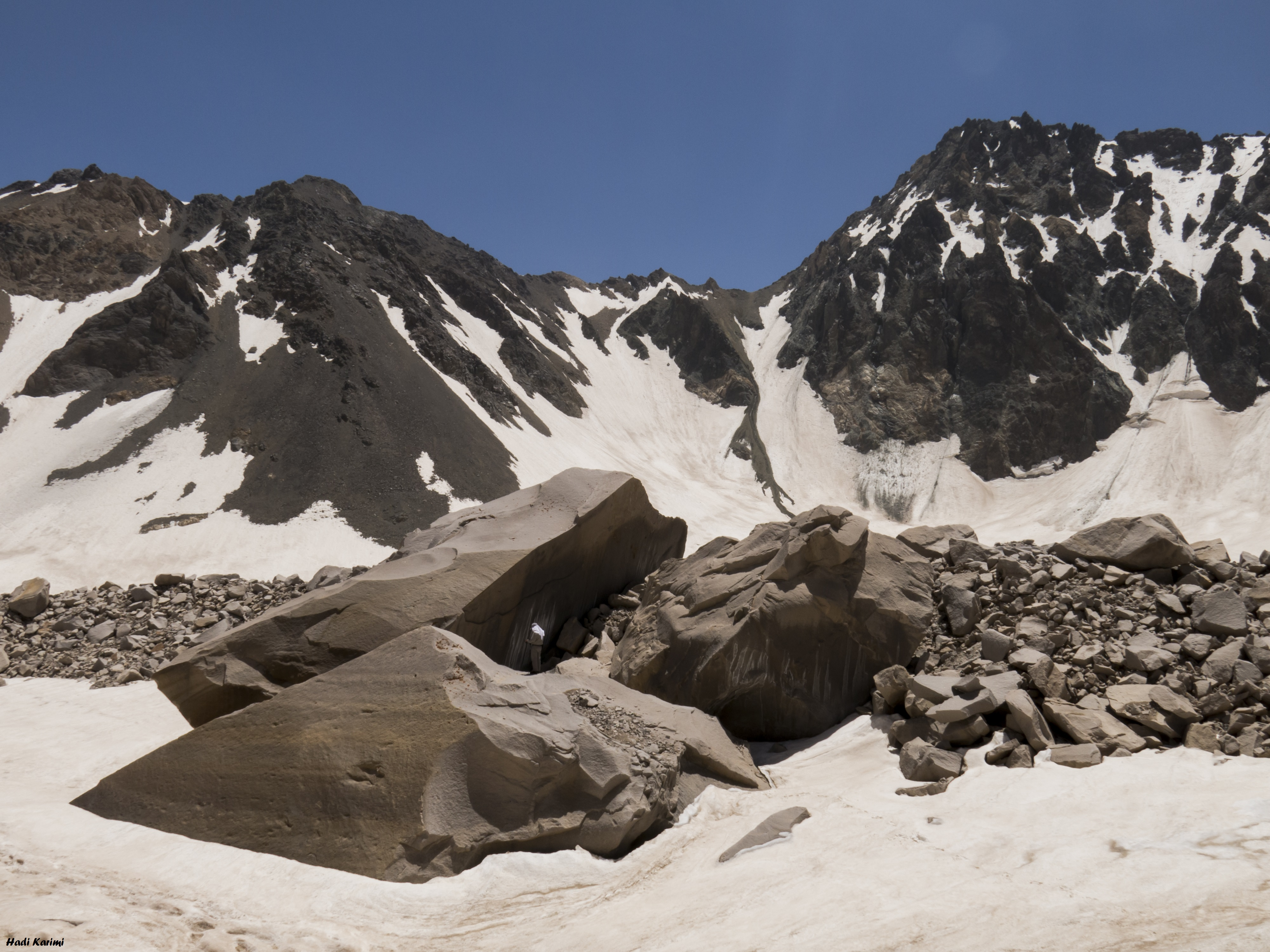
یخرفت‌های بزرگ در یخچال علم‌چال شهرستان کلاردشت ،مازندران، ایران، به فرد ایستاده روی سنگ دقت کنید.

یخ‌رُفت یا مورِن (به انگلیسی: Moraine) به خرده‌سنگ‌ها و مواد دیگری گفته می‌شود که به علت جابه‌جایی یخچال‌های طبیعی بر جای می‌مانند. یخ‌رفت‌ها از سوی یخچال‌های طبیعی یا یخسارهایی که امروزه آب شده‌اند به منطقه‌ای آورده شده‌اند.
پاره‌سنگ‌هایی که یخچال طبیعی باعث فرسایش آن‌ها می‌شود، همراه با آن یخچال جابجا یا بار دیگر درون یخ‌ها لایه‌بندی می‌شوند یا روی یخ‌ها جای می‌گیرند. فرسایش این پاره سنگ‌ها باعث ایجاد یخ‌رُفت می‌شود. هنگامی که پس از ذوب یخ، یخ‌رُفت‌ها در دماغهٔ یخچال (پیشانی یخچال) بر جای می‌مانند، چشم‌اندازی از تپه‌ای غیرطبیعی از ماسه، رس و سنگ به وجود می‌آورند. یخ‌رُفت‌ها به گونه‌های کناری، میانی، زمینی و پایانه‌ای (پیشانی) بخش‌بندی می‌شوند.
یخ‌رفت‌ها سنگ‌هایی هستند که بر اثر فشار یخ بر جدارهٔ درّه‌ها و بستر یخچال به وجود می‌آیند. سنگ‌هایی که از دیواره جدا می‌شوند، یخ‌رفت کناری را تشکیل می‌دهند. با به هم پیوستن دو یخچال، یخ‌رفت‌های کناری در هم می‌آمیزند و یخ‌رفت میانی را پدید می‌آورند. سنگ‌هایی که از کف دره‌ها توسط یخچال کنده شده و در زیر یخچال‌ها به حرکت در می‌آیند یخ‌رفت‌های زیرین را تشکیل می‌دهند. در انتهای یخچال‌ها، یخرفت‌های پایانی پدید می‌آیند. یخ‌رفت‌ها از نظر مواد تشکیل‌دهنده و اندازه کاملاً با یک‌دیگر متفاوت‌اند. در جلگه‌های اروپای شمالی، مرکزی و ایالات متحده، قطعه سنگ‌های گرد و بزرگی موسوم به یخ‌رفت‌های سرگردان یافت شده است. اندازه و گاه جنس این سنگ‌ها با سنگ‌هایی که زمین آن محل را تشکیل می‌دهد، متفاوت است. به عقیدهٔ زمین‌شناسان هزاران سال پیش در عصر یخ‌بندان یخچال‌هایی که به دشت‌ها منتهی شده‌اند؛ این سنگ‌ها را به مکان‌های فعلی آورده‌اند.